# Anim8or
Anim8or is een freeware-computerprogramma voor maken van 3D-computergraphics. Het programma kan zowel 3D-voorwerpen maken, maar ook een afbeelding renderen en 3D-computeranimaties maken.
De naam wordt uitgesproken met de '8' als 'eight' zodat het klinkt als 'Animator'. Het programma is gratis (freeware).

## Werking
Het programma werkt in 4 verschillende toestanden:
- Het ontwerpen van 3D-voorwerpen.
- Het definiëren van de mogelijke bewegingen van de voorwerpen (bij animaties)
- Het laten bewegen van de voorwerpen in de tijd (bij animaties)
- Het samenvoegen van alle voorwerpen in een scène.